# Wouter Leefers

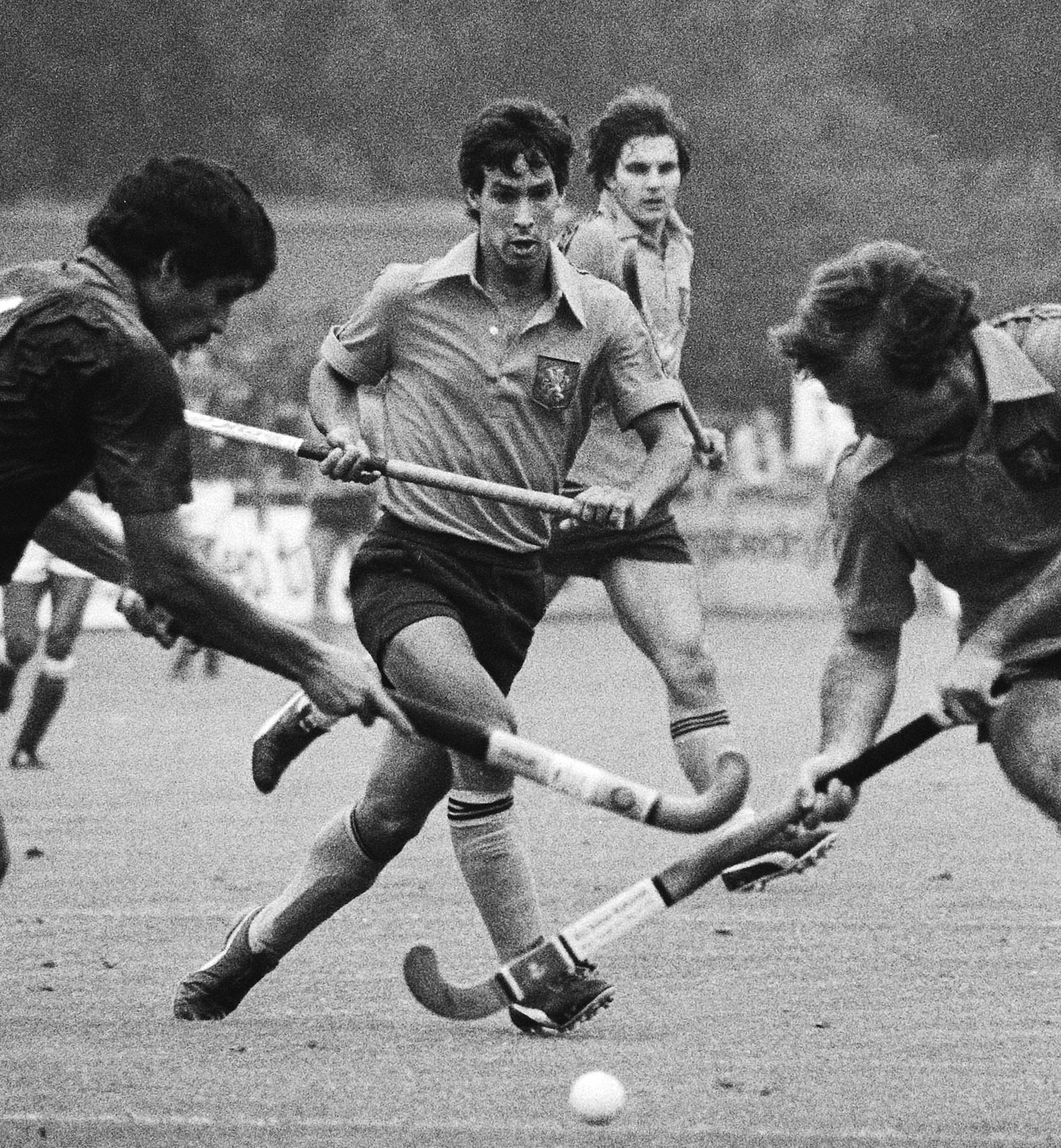
Wouter Leefers (Bildmitte) beobachtet Theo Doyer am Ball, im Hintergrund Ties Kruize (1979)

Wouter Leefers (* 12. Januar 1953 in Den Haag) ist ein ehemaliger niederländischer Hockeyspieler, der 1973 Weltmeister und 1978 Weltmeisterschaftszweiter war. 1974 war er Europameisterschaftsdritter und 1978 Europameisterschaftszweiter.

## Sportliche Karriere
Der Mittelfeldspieler Wouter Leefers bestritt von 1971 bis 1982 153 Länderspiele für die niederländische Nationalmannschaft, in denen er 28 Tore erzielte.
In seinem zweiten Länderspiel besiegten die Niederländer die australische Mannschaft in der Vorrunde der ersten Weltmeisterschaft 1971 in Barcelona. Die Niederländer belegten am Ende den sechsten Platz. 1972 bei den Olympischen Spielen in München belegten die Niederländer in der Vorrunde den zweiten Platz hinter den Indern. Die beiden Mannschaften trafen im Spiel um den dritten Platz erneut aufeinander, die Inder gewannen mit 2:1.
1973 waren die Niederländer in Amstelveen Gastgeber der zweiten Weltmeisterschaft. Die Niederländer belegten in der Vorrunde den zweiten Platz hinter der Mannschaft Pakistans. Im Halbfinale gegen die deutsche Mannschaft gewannen die Niederländer genauso im Penaltyschießen wie im Finale gegen die Inder. Leefers war zwar in beiden Spielen dabei, beim Penaltyschießen wirkte er aber nicht mit.
Im Jahr darauf unterlagen die Niederländer im Halbfinale der Europameisterschaft 1974 in Madrid der spanischen Mannschaft mit 0:1, gewannen aber das Spiel um Bronze gegen das englische Team mit 4:1. Wouter Leefers erzielte im Spiel um den dritten Platz einen Treffer. 1975 belegten die Niederländer den neunten Platz bei der Weltmeisterschaft in Kuala Lumpur. Bei den Olympischen Spielen 1976 in Montreal war Leefers in allen sieben Spielen dabei, erzielte aber keinen Treffer. Die Niederländer gewannen ihre Vorrundengruppe, unterlagen aber im Halbfinale der neuseeländischen Mannschaft in der Verlängerung. Abschließend verloren sie auch das Spiel um die Bronzemedaille gegen Pakistan.
Bei der Weltmeisterschaft 1978 in Buenos Aires belegten die Niederländer in ihrer Vorrundengruppe den zweiten Platz hinter Pakistan. Nach einem 3:2-Sieg im Halbfinale über die Australier trafen die Niederländer im Finale erneut auf Pakistan und unterlagen mit 2:3. Leefers erzielte im Vorrundenspiel gegen Italien zwei Treffer. Bei der Europameisterschaft 1978 in Hannover traf Leefers in der Vorrunde zweimal, seinen dritten Treffer erzielte er im Halbfinale gegen die Engländer. Auch hier erreichte die niederländische Mannschaft das Finale, verlor aber dann in der Verlängerung gegen die deutsche Mannschaft. 1980 verpasste Wouter Leefers seine dritte Olympiateilnahme wegen des Olympiaboykotts. Sein letztes großes Turnier war die Weltmeisterschaft 1982 in Bombay. Nach einem zweiten Platz in der Vorrunde hinter den Australiern verloren sie im Halbfinale gegen Pakistan. Im Spiel um Bronze trafen sie wieder auf die Australier und unterlagen in der Verlängerung.
Wouter Leefers spielte beim HC Klein Zwitserland und beim HGC Wassenaar.